# Fiord d'Oslo

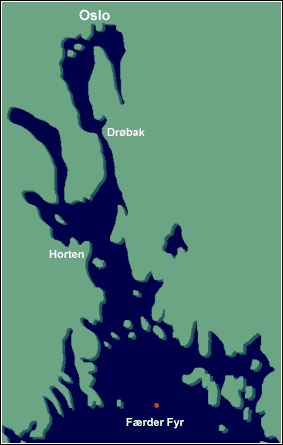
El fiord d'Oslo

El fiord d'Oslo és un fiord de 107 km situat al sud-est de Noruega, al fons del qual hi ha la ciutat d'Oslo, que li dona nom. Aquest fiord permet l'entrada al sud-est de Noruega, que s'estén des d'una línia imaginària entre els fars Torbjørnskjær i Færder. al sud, fins a la ciutat de Langesund a Oslo al nord. Forma part de l'estret de Skagerrak, que connecta el mar del Nord i la zona del mar de Kattegat, que condueix al mar Bàltic.
En el seu recorregut de sud a nord, el fiord banya els comtats d'Oslo, Østfold, Akershus, Buskerud i Vestfold. Acaba unint-se a l'Skagerrak a l'alçada del far de Færder.
El fiord està separat en una part interior (Indre Oslofjord) i una altra d'exterior (Ytre Oslofjord), connectades per un estret de disset quilòmetres anomenat Drøbaksundet entre Drøbak i Hurum. És el cinquè fiord més gran de Noruega en superfície.
El pintor noruec Edvard Munch tenia una cabana i un estudi a Åsgårdstrand, de manera que el fiord apareix en la majoria dels seus quadres, entre d'altres El crit i Noies sobre un pont.

## Importància
Actualment la rodalia del fiord d'Oslo és el principal nucli de població de Noruega, tot contentrant-s'hi el 40% de la població del país (en un radi d'una hora amb cotxe) així com els llocs de treball. Coneix un important trànsit marítim (tant de mercaderies com de passatgers). És a més una important zona d'oci per als habitants de les seves ribes.

## Segona Guerra Mundial
Als inicis de la Segona Guerra Mundial, el 1940 el fiord fou l'escenari de successos cabdals en la invasió alemanya de Noruega. El pla per la invasió (Operació Weserübung, incloïa el desembarcament de 1000 homes que havien de ser duts amb vaixell fins a Oslo. El coronel Eriksen però, comandant del Fort Oscarsborg situat prop de Drøbak (amb una funció eminentment històrica i de manteniment), enfonsà el vaixell de guerra Blücher a l'estret.
La resistència del fort bloquejà la ruta de les tropes alemanyes vers Oslo, tot permetent la fugida de la família reial i l'evacuació del parlament, així com el tresor nacional. Així doncs, Noruega mai s'entregà als alemanys, de manera que el govern col·laboracionista de Vidkun Quisling mai no fou "legítim", i, de manera oficial, Noruega participà en la guerra com un país aliat i no pas com un estat conquerit.

## Braços i sub-fiords
- Oslofjord exterior (Ytre Oslofjord)
  - Krokstadfjord
  - Kurefjord
  - Værlebukta
  - Sandebukta
  - Drammensfjord
  - Mossesund
- Drøbaksund
- Oslofjord Interior(Indre Oslofjord)
  - Vestfjord
  - Bunnefjord